# Fortaleza de São José de Macapá
A Fortaleza de São José de Macapá se localiza a esquerda do rio Amazonas, próxima a antiga Província dos Tucujus, atual cidade de Macapá, no estado do Amapá, no Brasil.
Testemunha do vasto projeto de defesa da Amazônia desenvolvido pelo Marquês de Pombal, as suas dimensões são comparáveis às do Real Forte Príncipe da Beira.

## História

### Antecedentes
Para suceder os redutos de 1738 (Reduto do Macapá) e de 1761 (Forte do Macapá), e dar solução definitiva à fortificação da barra norte do rio Amazonas, o Governador e Capitão-general do Estado do Grão-Pará e Maranhão, Fernando da Costa de Ataíde Teive, dirigiu-se à vila de São José do Macapá, onde, a 2 de janeiro de 1764, em companhia do Sargento-mor Engenheiro Henrique Antônio Galucio, examinou o terreno e aprovou a planta geral da nova fortaleza (SOUZA, 1885:63; GARRIDO, 1940:26-27). Meses mais tarde, a 29 de junho nesse mesmo ano, foi lançada a pedra fundamental da fortaleza, no ângulo do baluarte sob a invocação de São Pedro, na presença do governador, do Coronel Nuno da Cunha Ataíde Varona, comandante da Praça, do Sargento-mor Galucio, do Senado da Câmara e das demais autoridades civis e religiosas da vila (BARRETTO, 1958:56).

### Construção

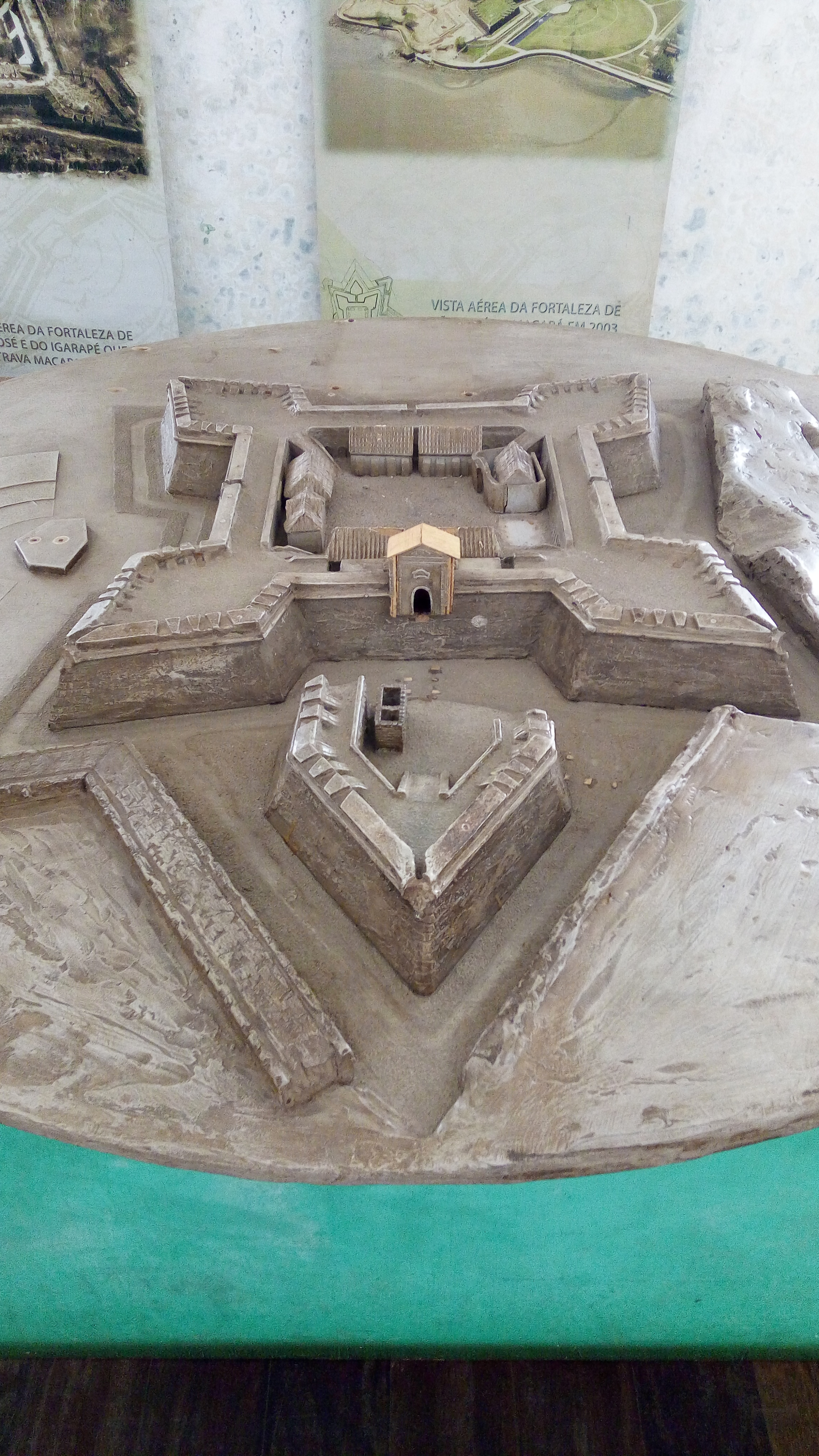
Maquete da Fortaleza.

A sua construção empregou, além de oficiais e soldados, canteiros, artífice, escravos e indígenas. Eram pagos 140 réis diários aos primeiros contra apenas quarenta réis para os segundos (BARRETO, 1958:57). Os trabalhos distribuíram-se entre as pedreiras da cachoeira das Pedrinhas, no rio Pedreiras, a cerca de 32 quilômetros de distância de Macapá (extração e cantariação), os fornos de cal, as olarias (tijolos e telhas), a logística (transporte fluvial e terrestre), além do próprio canteiro de obras em Macapá. O Sargento-mor Galucio morreu de malária durante as obras, a 27 de outubro de 1769, tendo assumido a direção dos trabalhos o Capitão Henrique Wilckens, até à chegada do Sargento-mor Engenheiro Gaspar João Geraldo de Gronfeld (GARRIDO, 1940:27). Comandava a praça, à época, o Mestre de Campo do 1º Terço de Infantaria Auxiliar de Belém, Marcos José Monteiro de Carvalho (BARRETTO, 1958:57). OLIVEIRA (1968) aponta como primeiro comandante da praça o então Sargento-mor Manuel da Gama Lobo Almada, nomeado em 5 de setembro de 1769 e que permaneceu no cargo até 1771, tendo retornado em 1773 e permanecido até 1784 (op. cit., p. 751).
No primeiro semestre de 1771 estavam concluídos os trabalhos internos, demorando-se os acabamentos exteriores até depois de 1773 (GARRIDO, 1940:27). Deste período (dezembro de 1772), existe planta dada pelo Governador e Capitão General do Grão Pará, João Pereira Caldas, ao Ministro Martinho de Melo e Castro (Planta da Fortaleza de S. José de Macapá, c. 1772. Arquivo Histórico Ultramarino, Lisboa) (IRIA, 1966:42). O falecimento do rei D. José (1750-1777), e a exoneração do Marquês de Pombal por D. Maria I (1777-1816), trouxeram como reflexo sérias restrições orçamentárias, fazendo com que a inauguração da fortaleza só viesse a ocorrer, com as obras complementares ainda pendentes de realização, a 19 de março de 1782, dia do seu padroeiro, São José. Estima-se que foram consumidos nas obras, três milhões de cruzados (SOUZA, 1885:63; GARRIDO, 1940:27; quatro milhões cf. BARRETTO, 1958:56).
O bispo D. Frei Caetano da Anunciação Brandão, que passou por Macapá em viagem pastoral em 23 de março de 1785, registou em seu diário de viagem a observação de que a fortaleza era "(...) regular, segura e espaçosa ao gosto moderno, que importou ao rei Dom José três milhões (...); porém acha-se mui falta de gente para defender."

### Da Colônia ao Império

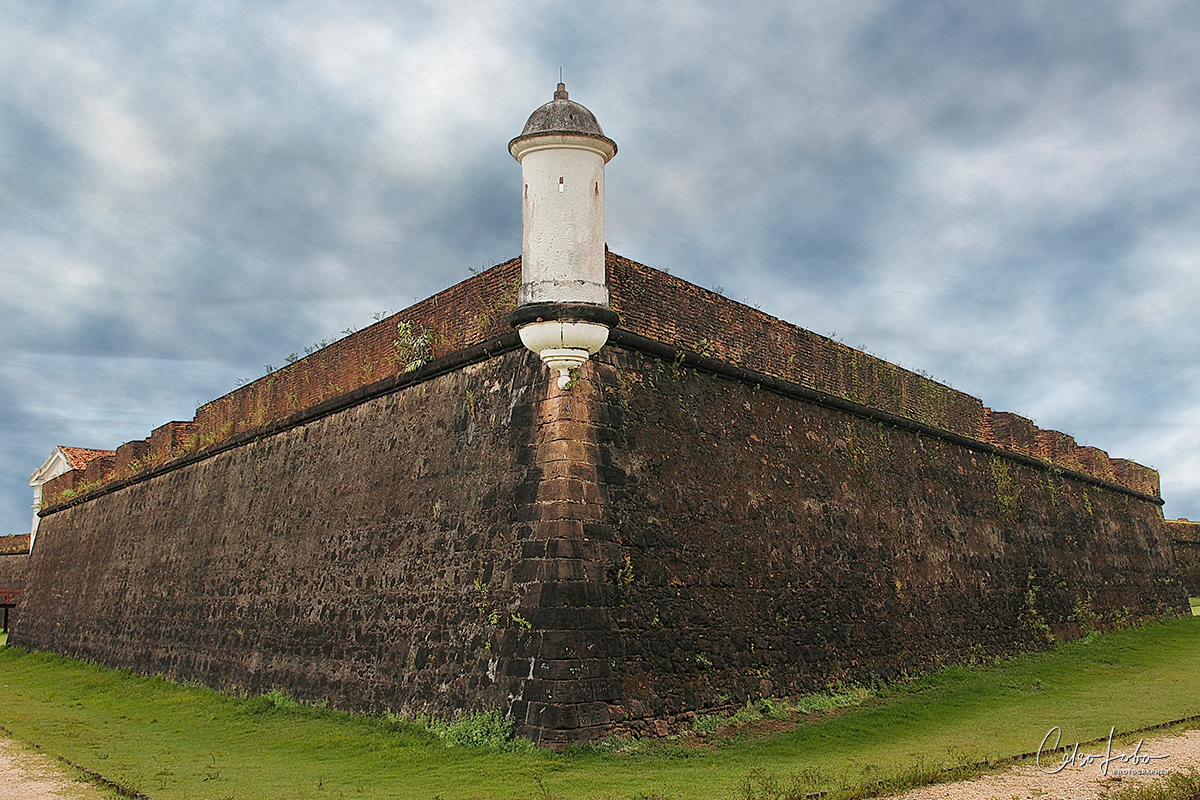
Detalhe da fortaleza.

BARRETTO (1958) afirma que a praça teria sido artilhada com dezessete peças (op. cit., p. 56). BAENA atribui-lhe oitenta e seis peças dos calibres 36 a 2 (BAENA, 1839. apud SOUZA, 1885:63), enquanto que o Mapa anexo ao ‘’Relatório do Ministério da Guerra’’ de 1847, citado pelo mesmo autor, dá-lhe sessenta e duas. A informação mais completa sobre esta estrutura, no período, é a do Ministro da Guerra, Conselheiro J. M. de Oliveira Figueiredo, abaixo transcrita:
"Esta praça é um quadrado de fortificação rasante, edificada sobre terreno elevado de 20 pés acima do desnivelamento das águas e composto de terra vermelha e argila branca, mistura que os naturais chamam 'curí', sendo sua propriedade o amolecer dentro d'água e enrijar ao calor do sol. Nos ângulos do quadrado estão 4 baluartes de figura pentagonal, tendo cada um 14 canhoneiras lançantes. A artilharia, que as guarnece, nada deve aos melhoramentos que tem sofrido a construção dessa arma; está montada em reparos à Onofre, mas estes tão altos que, para dirigir as pontarias, se precisariam de artilheiros de mais que regular estatura. Os reparos trabalham sobre o terrapleno, por isso que nenhum tem plataforma. As grossas muralhas da praça são de cantaria escura habilmente trabalhada: no centro de cada uma das cortinas do norte, leste e sul, há uma poterna sólida e ajudada por um xadrez interno; e no centro da cortina de oeste está o grande portão solidamente construído e ornado.
O recinto da praça é um quadrado perfeito, onde se acham oito edifícios apropriados para os diferentes misteres de uma praça de guerra, paiol de pólvora, hospital, capela, praça d'armas, armazéns, etc., sendo de construção à prova de bomba. No centro da praça há uma cisterna abobadada para esgoto das águas, e encostada à rampa transversal, que dá serventia para o baluarte da Conceição, existia a que supria a praça d'água potável, mas que está agora entupida, pena a que a condenou um comandante por ter ali caído um soldado, que esteve em risco de vida. Salutar providência!... Por baixo do terrapleno ficam as casernas com sólidas abóbadas para quartel da tropa, cozinha, prisões, etc. A praça é circundada de um fosso pelos lados do sul e oeste; e das obras externas apenas tem o revelim da parte de oeste, arruinado e cheio de crescido mato, circundado também de um fosso. Não existe a ponte levadiça que deveria servir de comunicar o revelim com a porta principal da praça, nem a do revelim para a esplanada; em seu lugar há uma pequena ponte sobre colunas de tijolo, dando apoio a uma escada, que do fosso dá serventia para a fortaleza.
Segundo a opinião dos entendedores, no plano desta fortificação se patenteiam todos os preceitos da ciência; é mui solidamente construída, e é para lastimar que se lhe não tenham ainda acabado as obras exteriores, e que tivesse estado completamente abandonada, a ponto de que até uma delas serviu de curral ao gado dos mercadores da vila." (Relatório ao Governo Imperial, 1854. apud SOUZA, 1885:63-64)
Desde a sua inauguração em 1782, a fortificação cumpriu a sua finalidade dissuasiva, jamais tendo necessidade de entrar em combate. O Aviso de 14 de fevereiro de 1857 classificou-a como de primeira ordem (SOUZA, 1885:64).
Domingos Ferreira Penna, biólogo e arqueólogo, em passagem pela região em 1874, sobre ela referiu:
"É considerada no Império da mesma ordem da de Santa Cruz; mas, como praça de guerra, sua importância não vai além de constituir-se de um centro de reunião de forças para se distrair provisoriamente ou por um momento."
Um dos problemas mais sérios que afetavam as suas guarnições era a ocorrência endêmica de malária na região (SOUZA, 1885:63). Com a consolidação da Revolução Industrial e os progressos na navegação e na artilharia na segunda metade do século XIX, as antigas fortificações coloniais perderam a função defensiva. GARRIDO (1940) informa que, em 1885 o Governo Imperial designou uma Comissão para estudar os melhoramentos mais urgentes de que a fortaleza carecia, aparentemente sem resultado (op. cit., p. 28).

### O período republicano
A Proclamação da República (1889), e as suas sucessivas crises no início do século XX, mantiveram a Fortaleza de Macapá em relativo abandono, acarretando o desaparecimento de diversos elementos construtivos quer por deterioração quer por furto simples.
À época da Primeira Guerra Mundial (1914-1918) foi classificada como fortificação de 3ª classe (1915), tendo as suas ruínas sido visitadas posteriormente, em 1926, pelo presidente eleito Washington Luís (GARRIDO, 1940:28). Ainda no início do século a Marinha do Brasil, através do Serviço de Sinalização Náutica (SSN), instalou uma torre de aço com um farolete sobre o Baluarte Nossa Senhora da Conceição, para sinalização da navegação do canal da barra Norte do rio Amazonas.

### A criação do território e as primeiras restaurações

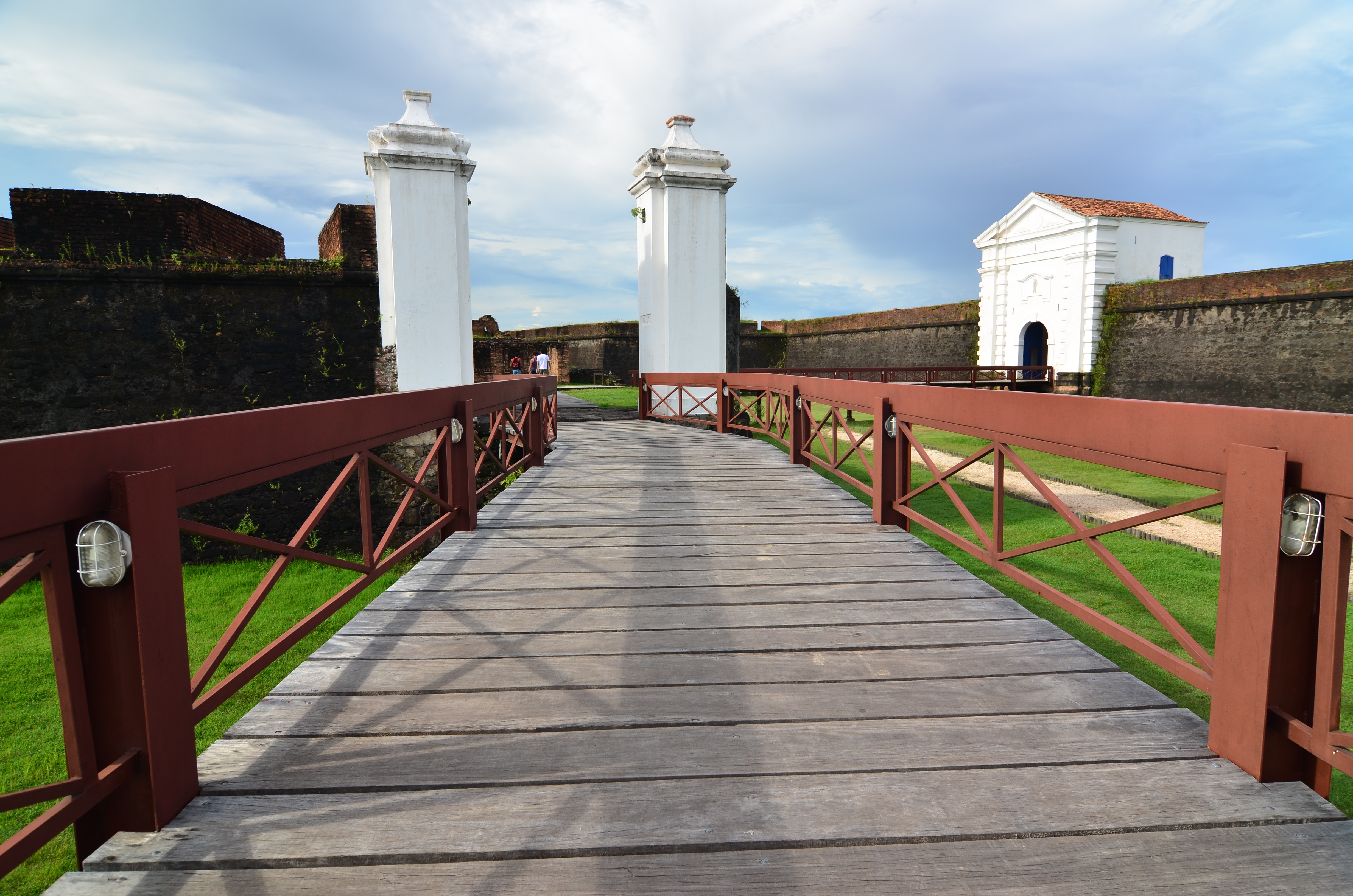
Entrada principal da fortaleza.

O Território Federal do Amapá foi criado por Decreto-Lei em 1943, entre outras razões, atendendo a considerações estratégicas durante a Segunda Guerra Mundial (1939-1945). Com o fim do conflito foram priorizados os aspectos de desenvolvimento econômico e de infra-estrutura da região.
Para a antiga fortaleza, esse desenvolvimento chegou a partir de 1946, quando nela foi instalado o Comando da Guarda Territorial, responsável pelo policiamento público. Para esse fim, foram iniciadas obras de recuperação do imóvel, compreendendo inicialmente a capina interna e externa, a retirada dos arbustos nascidos entre as pedras das muralhas e o corte das árvores que se desenvolveram nos terra plenos, e que acarretaram sérios danos estruturais. Em paralelo procedeu-se a reconstrução dos telhados da Casa do Órgão e de mais quatro prédios, assim como a confecção das respectivas portas, janelas e portões em madeira. Foram reutilizadas, para esse fim, ferragens originais como dobradiças, ferrolhos e cravos, recuperados dos escombros. Substituíram-se tijoleiras degradadas dos pisos, muretas e rampas de acesso, bem como foram desobstruídos os canais de drenagem de águas pluviais. Confeccionaram-se carretas de madeira como reparos para os antigos canhões remanescentes.
Esse trabalho emergencial, embora sem o acompanhamento técnico competente em restauração, à época buscou a melhor aproximação com a realidade original, tendo o mérito de revitalizar e chamar a atenção para o monumento. Reconhecendo a sua importância histórica e arquitetônica, o Serviço do Patrimônio Histórico e Artístico Nacional (SPHAN) procedeu-lhe o tombamento em 22 de março de 1950. Uma comissão, nomeada pelo Governo do Território em 8 de julho de 1950, procedeu ao levantamento e Tombamento de todos os bens da Fortaleza, que então conservava cinquenta e quatro canhões ante carga de ferro, de alma lisa, de diversos calibres.
Enquanto o governo construía a Colônia Penal do Beirol, nos arredores de Macapá, o espaço da fortaleza serviu provisoriamente como hospedagem a famílias de imigrantes, e de Cadeia Pública aos presos da Justiça sob vigilância da Guarda Territorial. Posteriormente as suas dependências abrigariam a Imprensa Oficial, o pelotão do 26º Tiro de Guerra, a União dos Negros do Amapá e o Museu Territorial, sendo o espaço da fortaleza utilizado pelo Governo do Território como centro sócio-cultural e de lazer, especialmente nas celebrações de datas cívicas, assinaladas por salvas de tiro dos antigos canhões, desfiles cívicos e festas dançantes da comunidade.
Com o Golpe Militar de 1964, o governo do Território manteve apenas o comando da Guarda nas instalações da fortaleza, transferindo os demais organismos para outros edifícios do governo. Na ocasião foi utilizada pelo regime militar como presídio político, e permitiu-se a instalação Clube Social do Círculo Militar na área de entorno imediato Leste da fortaleza - sobre onde originalmente teriam existido duas baterias baixas. A partir de 1975, a Guarda Territorial foi transformada em Polícia Militar, sendo instalada em prédio próprio. Permaneceram na fortaleza apenas o Pelotão da Banda de Música da Corporação que, além dos seus ensaios, mantinha o serviço de guarnição.
Em 1979, a Delegacia do Serviço do Patrimônio da União (DSPU), cedeu o imóvel da fortaleza ao Governo do Território Federal do Amapá, através de um Termo de Entrega para fins de preservação. Nessa ocasião foram realizados alguns serviços emergenciais no monumento, mas sem o devido acompanhamento técnico em restauração. Pela cessão, o Termo de Entrega deveria ter sido ratificado em dois anos, o que não ocorreu. Ainda assim, o Governo do Território continuou executando os serviços visando a preservação e a conservação daquele patrimônio histórico, contratando para esse fim os arquitetos Pedro e Dora Alcântara (DPJ Arquitetos Associados) para a elaboração do projeto de restauração da Fortaleza de São José de Macapá. Esses profissionais procederam à etapa preliminar de pesquisa iconográfica e documental. Neste período ocorreu ainda a retirada, pelo Governo Federal, sob orientação do IPHAN, da torre com o sinalizador náutico do Baluarte de Nossa Senhora da Conceição.
Na década de 1980, a Secretaria de Educação e Cultura do Território Federal do Amapá, criou o Departamento de Ação Complementar (DAC), ao qual a Fortaleza de São José de Macapá foi vinculada através da Seção de Patrimônio e Arquivo Histórico. Posteriormente, o DAC foi transformado em Departamento de Cultura (DC), que fez instalar no espaço interno do monumento, a Divisão Fortaleza de São José de Macapá, contemplando a Seção de Preservação e Conservação. Em 1989, o Governo do Território voltou a contratar a empresa DPJ Arquitetos Associados, para a elaboração do Projeto de Restauração e Revitalização da Fortaleza, com base na pesquisa inicial realizada por Pedro e Dora Alcântara. No ano seguinte foi entregue o projeto da área interna, e em 1991, o projeto da área externa, trabalhos que contaram com o apoio da Secretaria de Obras e Serviços Públicos (SOSP, depois Secretaria de Infra-Estrutura - SEINF), assim como nas etapas finais, o projeto de urbanização e prospecção arqueológica externa.

### Da Constituição de 1988 aos nossos dias

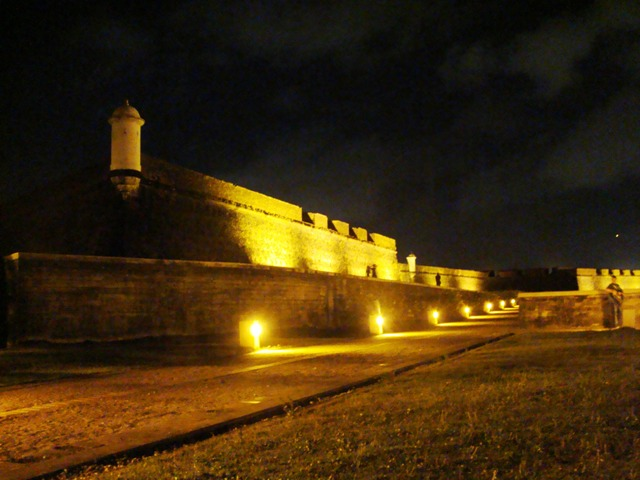
Forte durante a noite.

A Constituição de 1988 transformou o Território Federal do Amapá em Estado do Amapá. Nas modificações orgânicas que tiveram lugar, o Departamento de Cultura da Secretaria de Educação foi extinto, para ser criada e instalada a Fundação de Cultura do Estado do Amapá (FUNDECAP), que manteve no seu organograma a Divisão Fortaleza de São José de Macapá.
Em 1995-1996 o Governo do Estado acionou a FUNDECAP, juntamente com a SEINF, para retomarem o Projeto de Restauração da Fortaleza de São José de Macapá, identificado dentro do Programa de Desenvolvimento Sustentável do Amapá, dedicando à busca de parcerias com instituições nacionais, a exemplo do Ministério da Cultura, num reconhecimento do potencial turístico histórico-cultural que o monumento possui.
Finalmente, em 1999 a fortaleza encontrava-se em processo de restauração, através de convênio firmado entre o Governo do Estado, através da FUNDECAP, a SEINF e o Governo Federal, através do IPHAN.
Com esta fase dos trabalhos restauração concluída, com ênfase no resgate de suas linhas originais, a fortaleza ficou pronta para voltar a receber visitantes. A revitalização transformou-a num espaço de cultura e lazer, administrado por uma fundação, o Museu Fortaleza de São José de Macapá, concebida para gerenciar e planejar a sua ocupação.
Mais recentemente, sob o governo de Waldez Góes, o monumento foi integrado a um parque da cidade, tendo se procedido à prospecção arqueológica do entorno da fortaleza. Esse trabalho, desenvolvido pelo Laboratório Arqueológico da Universidade Federal de Pernambuco, trouxe à luz diversas obras exteriores que se julgavam inexistentes - baluartes, rampa e caminhos cobertos -, demonstrando a real amplitude e complexidade arquitetônica desta fortificação.

## Características

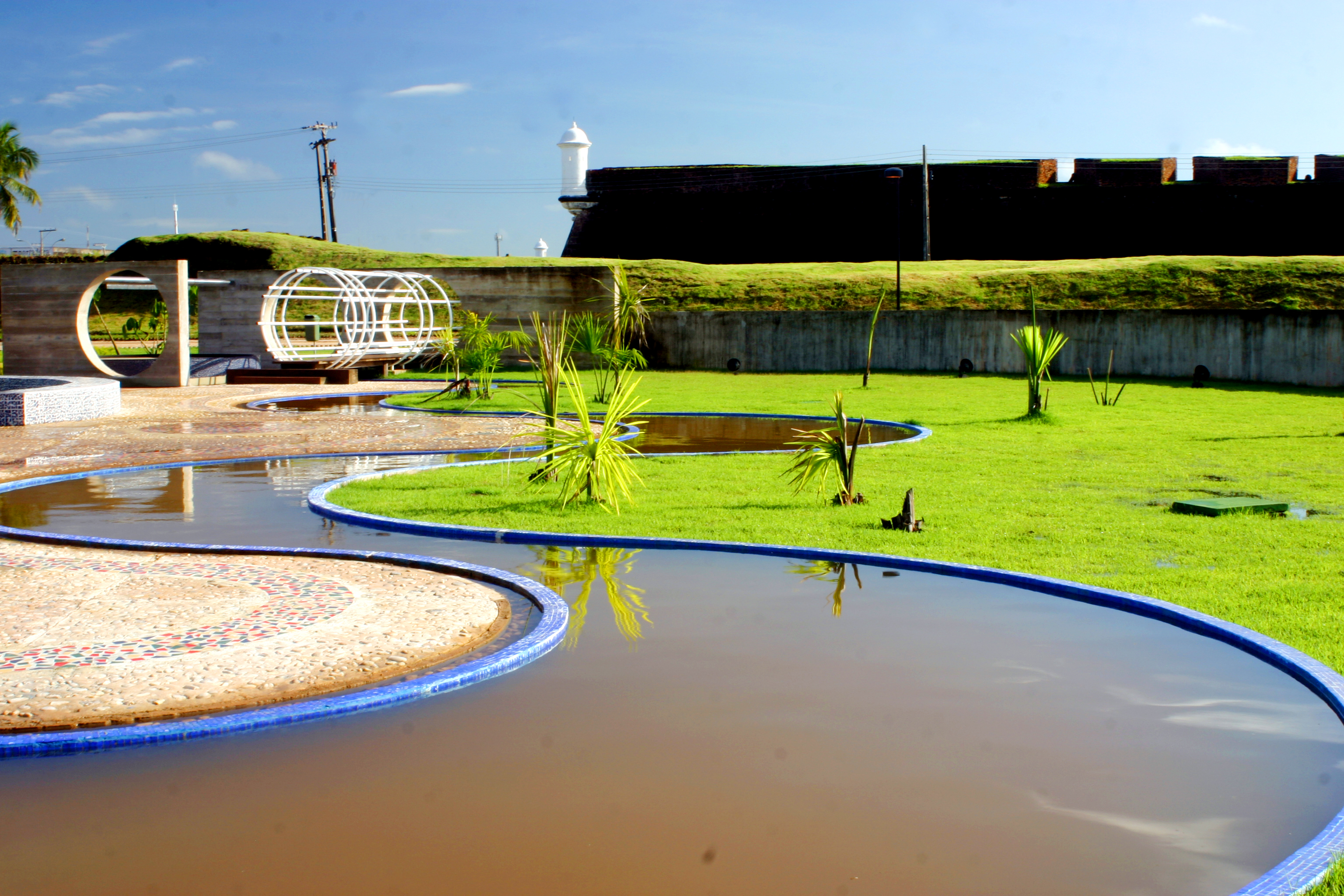
Parque do forte.

O conjunto da fortaleza ocupa 84.000 m², em estilo Vauban dito de 8ª classe (BARRETTO, 1958:56; ALCÂNTARA, 1979). Apresenta planta no formato de um polígono quadrangular regular, com baluartes pentagonais nos vértices, sob a invocação respectivamente de Nossa Senhora da Conceição, São José, São Pedro e Madre de Deus, muralhas com oito metros de altura em alvenaria de pedra e cal, arrematadas por cantaria nos ângulos salientes, e um fosso seco pelo lado de Sudoeste. Pelo lado Oeste, em frente ao portão principal, ergue-se um revelim para proteção do seu acesso pelo exterior, originalmente projetado compreendendo duas pontes sobre um fosso. O portão principal acessa a chamada "Casa do Órgão", bloco originalmente afeto ao "Corpo da Guarda", edifício que se destaca por uma fachada em estilo clássico. No terrapleno, em redor da praça de armas, dispõem-se oito edifícios dispostos aos pares: "Quartel da Tropa", Hospital, "Casa do Capelão", Capela, "Casa do Comandante e Paiol da Pólvora", "Casa da Palamenta" e "Casa da Farinha". Ao abrigo do terrapleno, duas cadeias casamatadas com doze celas cada, uma destinada a detidos do sexo masculino e outra a do sexo feminino. Ao centro da praça, um escoadouro de águas pluviais.
Externamente, atualmente restam os vestígios de um fosso seco nas faces Sul e Oeste, que originalmente seria inundado em todo o perímetro da fortaleza, inclusive o revelim frente ao portão principal. A explanada exterior ligava-se ao revelim por uma passarela de madeira e este ao portão principal, através de uma ponte levadiça, acessórios estes atualmente desaparecidos. Na face Norte, além de um fosso seco, o projeto original previa um segundo revelim, cercado por sua vez por um fosso inundado, elementos também desaparecidos. Pela face Leste, além do fosso seco, estavam projetadas duas baterias baixas, identificadas pela recente campanha de prospecção arqueológica.
Essa pesquisa comprovou ainda que, na parte do conjunto erguida sobre terreno originalmente alagado, fora utilizadas estacas de acapu (madeira resistente à água) formando uma sólida treliça sobre a qual foram erguidas as muralhas, técnica cujo emprego no Brasil ainda não havia sido comprovado.

## Cronologia
- 1690 - O governador António Albuquerque determina reforçar a guarda do extremo norte;
- 1691 - Aprovação da construção das fortificações do Cabo Norte: Araguai, barra do Amazonas e Macapá;
- 1692 - Aprovação dos atos de construção do Forte de Cumaú, atual Macapá;
- 1694 - Conclusão das obras do Forte de Cumaú;
- 1696 - Ocupação Francesa e destruição do Forte de Cumaú; ordens para erguimento de fortificação provisória;
- 1730 - Mudança da Casa-forte da ilha de Santana;
- 1738 - Notícia de João Abreu Castelo Branco sobre a urgência da fortificação de Macapá;
- 1740 - Construção de um forte de faxina e terra no sítio de Macapá;
- 1751 - Visita do governador Francisco Xavier de Mendonça Furtado a Macapá, planeando construir uma fortificação definitiva de pedra e cal;
- 1753 - Aprovação por José I de Portugal dos atos relativos ao povoamento de Macapá e a conveniência de se construir uma praça armada. Destacamentos de Lisboa são designados para guarnecer Macapá;
- 1758 - Criação da Vila de Macapá;
- 1765 - O capitão general Athaide Teive solicita aprovação da planta do novo forte ao rei Iniciam-se os trabalhos da construção;
- 1767 - Devido à falta de braços, o governador manda reforçar o descimento de indígenas para o andamento das obras;
- 1769 - Falece em Macapá o engenheiro Henrique Antônio Galucio vitima de malária;
- 1771 - Término das obras internas da fortaleza;
- 1782 - Inauguração da Fortaleza de São José de Macapá;
- 1824 - Entrega da praça aos representantes do governo imperial;
- 2017 - Passa a integrar uma lista de 19 (dezenove) Fortificações no Brasil que concorrem a Patrimônio Mundial no Brasil.